# Super Bowl IX
Match précédent Match suivant
Le Super Bowl IX a été l'ultime partie de la saison 1974 de football américain de la National Football League. Le match a eu lieu le 12 janvier 1975 dans le stade Tulane Stadium.

## Contexte et déroulement
Les champions de l'AFC, les Steelers de Pittsburgh (10-3-1) ont rencontré les Vikings du Minnesota (10-4), première franchise de la NFC à l'issue de la saison régulière.
C'est alors la première finale jouée par les Steelers alors que les Vikings ont déjà participé à deux finales avec deux défaites. Cette finale oppose alors deux grosses défenses du championnat, les Steelers n'ayant concédés que 189 points et les Vikings 195, la meilleure défense de l'année étant celle des Rams de Los Angeles avec 181 points encaissés.
Les Steelers sont alors au début d'une période de domination de la NFL grâce à cette défense intraitable alors que celle des Vikings était sur la fin de son règne. Les Steelers ont dominé le match inscrivant le premier safety de l'histoire de la finale du Super Bowl.
Les Steelers font finalement remporté 6 à 16 leur première apparition dans le Super Bowl et Franco Harris, running back des Steelers va être élu MVP du match en réussissant 158 yards de course et un touchdown sur 34 portées du ballon - les Vikings ne porteront la balle que sur un total de 17 yards.

## Score du match
| Score    | Q1 | Q2 | Q3 | Q4 | Total |
| -------- | -- | -- | -- | -- | ----- |
| Steelers | 0  | 2  | 7  | 7  | 16    |
| Vikings  | 0  | 0  | 0  | 6  | 6     |